# Informatica musicale
L'informatica musicale è una disciplina che analizza le tecniche relative all'uso dei sistemi informatici per la produzione e l’elaborazione dell’informazione musicale. Inoltre, viene utilizzata dall'informatica per risolvere necessità legate alla musica attraverso la creazione di hardware e strumenti che aiutano la composizione e l'esecuzione musicale. 
L'applicazione dell'informatica al contesto musicale è data da due fattori principali: le aziende informatiche che sfruttano il rapido sviluppo della musica provocando notevoli cambiamenti nelle modalità di produrla; il sistema informatico, detto computer, ritenuto polifonico e politimbrico in quanto simula i suoni o dà vita a nuove acustiche elettroniche attraverso programmi e accessori multimediali. Quest’ultimo svolge anche compiti di uno studio di registrazione per elaborazione e montaggio di suoni detenendo anche una certa importanza in campo editoriale.

## Storia
L'informatica musicale nasce nella seconda metà degli anni cinquanta, ed è fin dalle origini caratterizzata da due approcci diversi: 
- la codifica di brani musicali e la generazione automatica di partiture per la composizione musicale;
- la computer music,[2] che si concentra sul dato acustico.

Le prime applicazioni pratiche si hanno negli anni sessanta e sono costituite da contenuti musicali registrati sul nastro che sostenevano la voce dei solisti o cantanti tradizionali durante le esibizioni. L'uso di contenuti registrati era necessario perché i programmi e gli elaboratori collettivi (o mainframe) disponibili impiegavano molto tempo a mettere in pratica l’idea e il pensiero musicale di un artista a livello di suoni.

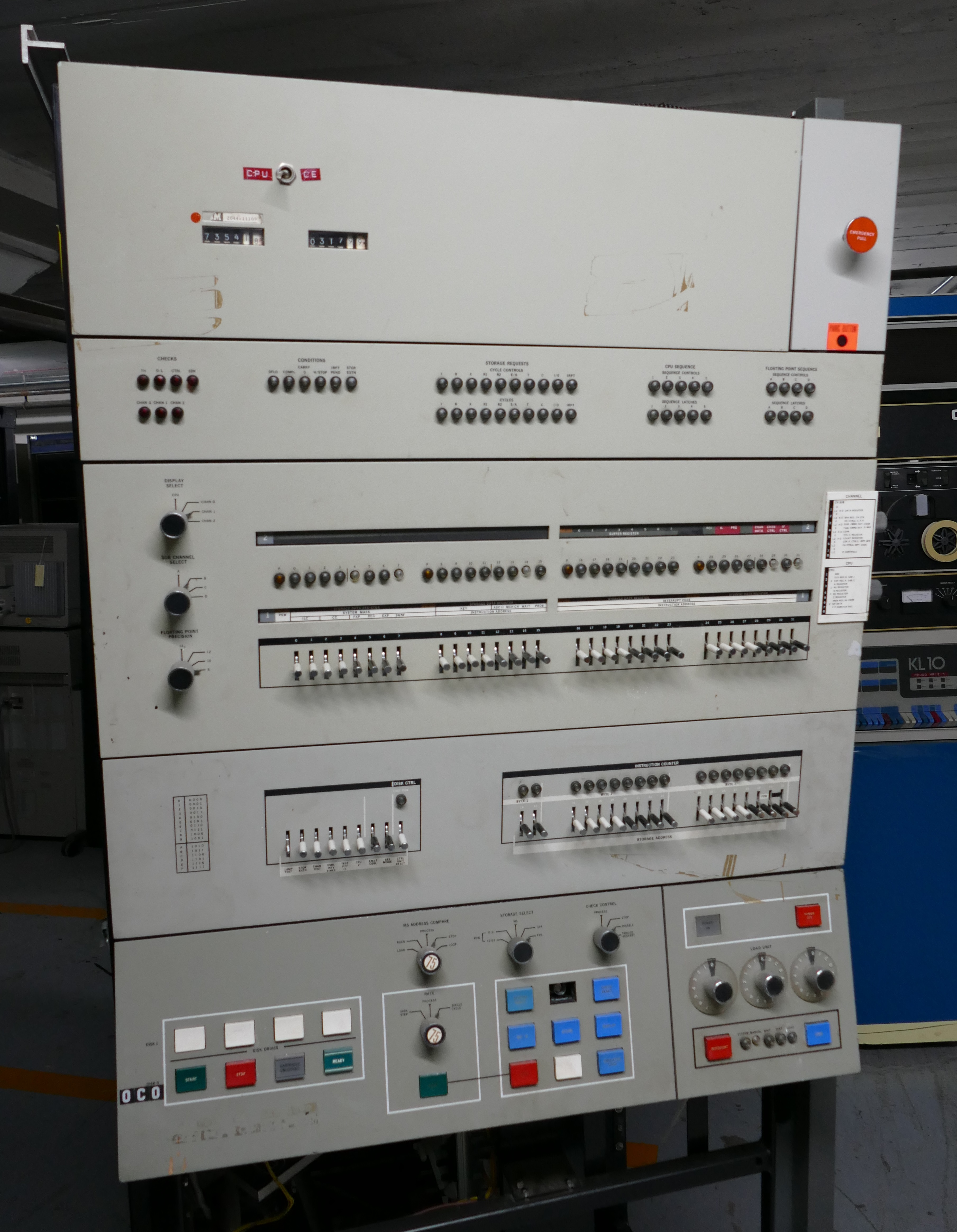
Esempio di mainframe

Il progresso tecnologico porta in seguito alla creazione di strumenti di sintesi e manipolazione sonora in tempo reale grazie all'uso di minicomputer. Di conseguenza, nascono nuove modalità musicali caratterizzate dalla possibilità di modificare le sonorità di strumenti o voci durante i concerti dal vivo.
Gli anni ottanta sono poi influenzati dall'arrivo di due innovazioni molto importanti: 
- l'elaboratore personale, o personal computer, che risulta efficace e conveniente anche perché viene valorizzato da periferiche specifiche che aiutano il compositore durante la concretizzazione della sua attività
- il codice di trasmissione MIDI (Musical Instrument Digital Interface) che, divenendo uno standard, incoraggia le industrie a produrre strumenti musicali elettronici favorendo la creazione di un insieme di mezzi digitali generati dalla relazione tra i vari strumenti.

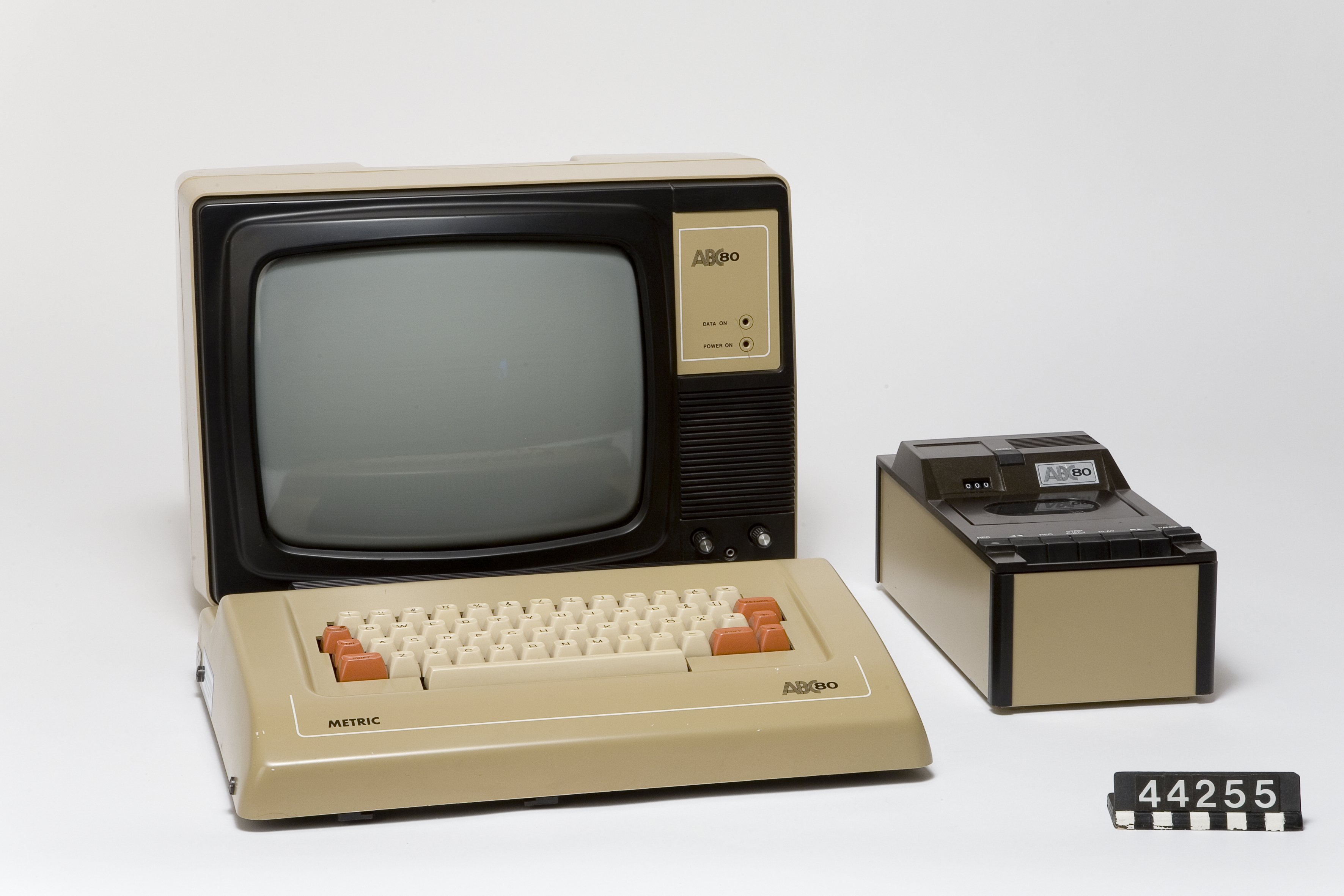
Esempio di Personal Computer

## Codifica e rappresentazione del suono
La musica è elaborata dall'informatica attraverso due rappresentazioni diverse: audio e simbolica. La prima ha il compito di rappresentare direttamente il suono attraverso successioni numeriche; la seconda rappresenta il suono attraverso linguaggi e sistemi grafici variabili a seconda del contesto (editoria musicale, musicologia e assistenza al prodotto musicale).
La normale metodologia usata dalla rappresentazione audio è il campionamento, che estrae segnali sonori e digitali da strumenti musicali abituali. Generalmente, i suoni si riferiscono a segnali, ovvero funzioni di una o più variabili indipendenti, che trasportano informazioni e sono incaricati di trasmettere l’informazione musicale. I segnali si suddividono in segnale continuo, caratterizzato da intervalli di tempo continui e raffigurato da funzioni variabili continuo, e segnale discreto, definito come una serie numerica in cui le variabili indipendenti assumono soltanto valori discreti nel tempo.

## Sintesi dei suoni
Il processo per cui viene generato un suono è chiamato sintesi del suono e segue un algoritmo che consente di calcolare i valori dei campioni che costituiscono il suono.
Il suono campionato generato tende a essere simile all'emissione musicale prodotta durante la composizione. Per raggiungere questo obiettivo, non solo vengno formate raccolte di suoni campionati per un determinato strumento, ma vengono delle modifiche come passaggi di altezza, filtraggi e cambiamenti di durata (looping). 
Gli studi sulla musica elettronica hanno individuato più tipologie di sintesi del suono:
- la sintesi additiva è uno schema universale che si occupa di sintetizzare suoni con un ridotto livello di rumorosità e notevole difficoltà di calcolo. Questi suoni sono complessi e caratterizzati da valori come frequenza e ampiezza che mutano nel corso del tempo. La sintesi additiva è importante per la rappresentazione di suoni astratti durante l'esecuzione e riprende alcuni fondamenti della Serie di Fourier inerente alle funzioni periodiche.
- La sintesi granulare sfrutta sequenze di suoni semplici di ridotta lunghezza chiamati grani, parti di suoni campionati prodotte con un procedimento risolutivo per ottenere suoni più complessi. Questo sistema di sintesi coinvolge tecnologie di tipo analogico che creano una serie di suoni differenti tra loro per la variazione della durata e dell'intensità dei grani. Il risultato ottenuto viene sfruttato in ambito musicale e crea effetti particolari come il time stretching, lo scattering audio e il morphing.
- La sintesi sottrattiva è utilizzata nell'elettronica analogica per la produzione di timbri ed è in grado di generare armoniche mediante diverse operazioni di filtraggio; in generale, si basa sulla presenza di forme d'onda generate dal movimento di un oscillatore e di un filtro che seleziona delle frequenze con il fine di ottenere una variazione ininterrotta di queste. In campo digitale, questa sintesi ha bisogno di un algoritmo che riduca i calcoli necessari per la realizzazione del timbro ed assume proprietà diverse rispetto a quelle della sintesi analogica.[3] Il passaggio dall'analogico al digitale ha inoltre diminuito l'uso di questo metodo di sintesi.

- La sintesi per modulazione di frequenza (FM) è una tecnica di sintesi, usata nei primi sintetizzatori digitali, per cui dati due oscillatori sinusoidali, uno detto portante con frequenza p e l'altro chiamato modulante con frequenza m, si ottiene uno spettro sonoro risultante formato da frequenze p+km con k intero che varia tra -I e +I. L'indice di modulazione I è dato dalla divisione tra d (derivazione di frequenza massima del portante) e m (frequenza del modulante). L'indice permette di capire da quante parti lo spettro risultante è composto, mentre il quoziente di p/m definisce il tipo di spettro ottenuto. Di conseguenza, la variazione temporale di I comporta la produzione di suoni complessi modificabili nel corso del tempo.

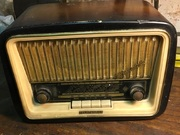
Primo modello audio dotato di modulatore di frequenza

## Modelli di sorgente e segnale
I modelli di sorgente riproducono l’aspetto concreto della fonte sonora in modo da ridurre la quantità di bit/secondo necessari alla trasmissione dell’informazione musicale.
I modelli di segnale sono dinamici a livello di calcolo, diffusi e regolati dal metodo di campionamento. Questi modelli svolgono due azioni differenti: la generazione di suoni, condizionata dalle decisioni grafiche del compositore; la simulazione di suoni, fatta dai tipici strumenti musicali.
La differenza tra modelli di sorgente e di segnale sta nella diversa capacità di sfruttare i criteri di controllo corrispondenti ai movimenti effettuati dal musicista con il proprio strumento. Perciò, mentre il modello simula i suoni prodotti dallo strumento musicale, il musicista fonde le proprie conoscenze tradizionali sulla musica con l'abilità nel suonare la sorgente potenziale.
Gli studi e le ricerche fatte sui modelli hanno origine dal tentativo di ridurre il flusso di informazione necessario a trasmettere il parlato. Questo tipo di indagini ha permesso di mettere in luce le proprietà dei suoni emessi nel parlato e ha prodotto uno dei primi modelli fisici. Ogni modello fisico è caratterizzato dalla relazione che si instaura tra un eccitatore, ragione per cui un suono può variare di altezza e durata, e un risuonatore affinché si possa ottenere, con tecniche diverse, un’efficiente sintesi del canto di un brano musicale .
Esistono anche altri tipi di modelli legati alla sintesi del suono: quando la relazione di un modello è garantita da una successione di equazioni differenziali, ottenute dalla frammentazione dello schema fisico in componenti, si parla di modelli meccanici; quando un sistema fisico viene diviso in costituenti isolati, il modello è realizzato per la sintesi modale, fondamentale per la teoria dei sistemi; gli ultimi tipi di modelli sono detti a guide d'onda caratterizzati da una natura computazionale complessa e rappresentati da aspetti fisici che ne evidenziano le interruzioni.

## Digital Signal Processing
Il Digital Signal Processing (DSP), in italiano "elaborazione numerica dei segnali", è un processo che permette l'osservazione e la visualizzazione in tempo reale del suono campionato ed elaborato su degli appositi processori detti Digital Signal Processor, realizzati alla fine degli anni ’80. Poco dopo, vennero sostituiti per la maggior efficienza e semplicità nell'elaborazione dai Personal Computer.
In molti campi della scienza e della tecnologia, i segnali sono elaborati per semplificare l'estrazione di un'informazione. Perciò, lo sviluppo di sistemi per l'elaborazione dei segnali è diventato molto importante e ha permesso la trasformazione di un segnale in un altro ritenuto più auspicabile rispetto a quello originario. 
Si possono distinguere una grande varietà di sistemi:
- I sistemi a tempo continuo sono descritti da equazioni differenziali di forma complessa per cui input e output sono segnali che trasmettono informazioni variabili nel tempo.
- I sistemi a tempo discreto sono descritti dalle ripetizioni della funzione in cui input e output sono segnali caratterizzati da valenze discrete nel tempo.
- I sistemi analogici seguono l’andamento della grandezza che rappresentano e possiedono input e output come segnali analogici.

- I sistemi digitali che hanno input e output come segnali digitali: l'elaborazione del segnale digitale ha a che fare con i cambiamenti di segnale considerati discreti a livello di ampiezza e di tempo.

L'elaborazione dei suoni è realizzata da programmi che attuano un cambiamento di segnale: la lunghezza di un suono può essere modificata con metodologie simili adottate per la variazione di altezza dei suoni. 
I cambiamenti di altezza e durata del suono sono legati all'ambito del timbro per cui un suono viene reso più acuto o grave in dipendenza delle dinamiche che affronta.
Le modalità di sintesi dei suoni sono in grado di variare l'altezza indipendentemente dalla durata del suono. Se ne possono elencare alcune:
- Il PV [non chiaro]esamina il suono grazie alla sequenza di trasformate di Fourier in un ridotto arco di tempo (STFT, Short Time Fourier Transform); inoltre, è capace di sintetizzare un suono eterogeneo da due suoni di partenza attraverso la sintesi incrociata.
- La LPC è generata per la codifica di informazioni trasmesse per via orale e fornisce molteplici opportunità di elaborazione dei suoni: secondo questo processo il suono è risultato di un'operazione di eccitazione data dalle corde vocali e il suo segnale è influenzato dalle modificazioni di una parte della cavità orale detta tratto vocale. Perciò, il momento di analisi è importante nell'individuazione di alcune proprietà generali del suono che possono essere alterate (altezza, rumorosità, frequenza).

I cambiamenti di altezza e durata del suono sono legati all'ambito del timbro per cui un suono viene reso più acuto o grave in dipendenza delle dinamiche che affronta. 
In pratica, Il suono e il segnale vengono spostati in frequenza per merito della modulazione che rende i suoni armonici, poi per il fenomeno di granulazione si prelevano porzioni di suono in modo tale da amplificare il segnale fino alla convoluzione per cui viene prodotto l'intero spettro sonoro di due suoni.

## Sistemi MIDI e per l'esecuzione
Il sistema MIDI è un protocollo di comunicazione seriale a 8 bit e velocità di trasmissione di 31 250 bit/s, concepito per codificare i suoni prodotti da una tastiera elettronica sensibile al tocco per trasmetterli in tempo reale ad altri dispositivi 
La tastiera elettronica detta master keyboard è legata a un sintetizzatore (expander) e ad un elaboratore in cui agisce un programma detto sequencer che registra suoni e musica con un certo ritardo rispetto al tempo stabilito per l'esecuzione.
Per la trasmissione dell'informazione musicale digitalizzata, viene utilizzato un formato di memorizzazione e di scambio di tracce musicali chiamato Standard Midi File (SMF). Nonostante la sua lentezza e insufficienza in alcuni processi di codifica, il MIDI rappresenta una tappa del progresso tecnologico strettamente connessa con l'evoluzione e il miglioramento dei dispositivi elettronici.
Un sistema tecnologico viene convertito in strumento musicale per ottenere un brano con criteri di controllo che, ridotti e con molte funzionalità, facilitano la comprensione dell'ambiente esecutivo e l'entrata delle essenziali operazioni esecutive. Per osservare e conoscere i suoni codificati dal MIDI, vengono adottati gli ambienti multimodali interattivi (AMI) che, legati al concetto di spazio attivo, rappresentano sistemi capaci di notare proprietà comportamentali degli utenti a più livelli di dettaglio e sensibilità affinché queste entrino in relazione con il mondo reale esteso e reso complesso dalla tecnologia.
Il MIDI è molto importante per le industrie di strumenti musicali informatici e ha un raggio d'azione e di applicazione universale poiché è sfruttato anche in molti campi legati alla moda e allo spettacolo.